# FKテテクス
FKテテクス (マケドニア語: ФК Тетекс, 英語: FK Teteks) は、マケドニア共和国のテトヴォにホームを置くサッカークラブである。

## 歴史
1953年にFK Tekstilecの名で創設。テトヴォの衣類メーカー、テテクスをオーナーに持つため、シュトファリ（仕立て屋）のニックネームがある。先にテトヴォに設立されたFKリュボテン（1919年創設）が地元の選手で固めたのに対して、テテクスはマケドニア内の他地域、あるいはユーゴスラビア連邦諸国からも選手を集めた。独立以前の国内リーグでは4度優勝しており、ユーゴスラビア2部リーグでの優勝経験もある。連邦の2部リーグで優勝したマケドニアのクラブはFKヴァルダルとテテクスの2クラブのみである。
独立後は1993年に2部リーグへ降格した。その後ブラコ・ヴイチッチ率いるドイツ系のメディアグループUFAに買収され、2009年に2部リーグで優勝、1部リーグへ復帰した。2010年にはマケドニアカップで初優勝し、翌シーズンのUEFAヨーロッパリーグに出場した。
テトヴォ・ダービーについて。かつてテトヴォ最大のダービーマッチは、テテクスとリュボテンのカードだった。テテクスは労働者階級に支持され、一方のリュボテンは土着の上流階級に支持されるという構図だった。現在の実質的なライバルは主にアルバニア系の支持を受けるKFシュケンディヤである。

## タイトル
- マケドニア社会主義共和国リーグ
  - 1965, 1969, 1974, 1985
- ユーゴスラビア連邦2部リーグ
  - 1980-81
- マケドニア共和国2部リーグ
  - 2008-09
- マケドニアカップ
  - 2009-10, 2012-13

## 歴代所属選手
- ニコラ・ヤキモフスキー 2011
- エグゾン・ベイトゥライ 2011-2013
- ヴィクトル・アンゲロフ 2013
- ティホミル・コスタディノフ 2015